# 杜阿卡
杜阿卡（西班牙語：Duaca），是委內瑞拉的城鎮，位於該國西部拉臘州，是克雷斯波市的首府，距離巴基西梅托55公里，西班牙人在1620年建立該城鎮，人口約49,958。